# Murat Kalkan
Murat Kalkan (* 20. Mai 1986 in Bayburt) ist ein deutsch-türkischer Fußballspieler.

## Karriere

### Verein
Murat Kalkan kam in der türkischen Provinzstadt Bayburt zur Welt und siedelte im Kindesalter mit seiner Familie nach Deutschland. Hier begann er mit dem Vereinsfußball in der Jugend vom TSG Backnang 1919. Anschließend spielte er für die Jugend vom VfB Stuttgart. Hier wurde er für die türkischen Jugendnationalmannschaften entdeckt und spielte erstmals 2003 für die türkische U-18.
Durch seine Tätigkeit bei der türkischen U-18 wurden auch die türkischen Erstligavereine auf ihn aufmerksam. So gelang es Gençlerbirliği Ankara, Kalkan 2004 als Profi-Spieler an sich zu binden. Bei Gençlerbirliği spielte er in seiner ersten Saison ausschließlich für die Reservemannschaft.
Um ihm Spielpraxis in einer Profi-Liga zu ermöglichen, lieh man ihn für die Spielzeit 2005/06 an den Zweitligisten Mardinspor. Hier spielte Kalkan regelmäßig und sammelte Spielerfahrung.
Die nächsten drei Saisons spielte er wieder als Leihgabe. Diesmal beim damaligen Zweitligisten Gençlerbirliği Oftaş. Die Saison 2006/07 wurde er mit seinem Team Meister der TFF 1. Lig und stieg in die Süper Lig auf.
Zur Saison 2009/10 kehrte er zu Gençlerbirliği zurück und absolvierte 12 Ligaspiele. In der Saison 2010/11 gelang ihm unter dem neuen Thomas Doll der Durchbruch. Er konnte sich als Stammspieler etablieren.
Im Sommer 2011/12 wechselte er innerhalb der Liga zum Aufsteiger Orduspor. Hier absolvierte er in seiner ersten Saison elf Ligapartien.
Bereits nach einer Saison verließ er Orduspor und wechselte zum neuen Zweitligisten Adana Demirspor.
Von Demirspor trennte er sich bereits zur Winterpause 2012/13 und heuerte beim Ligakonkurrenten Torku Konyaspor. Obwohl Kalkan bei seinem neuen Arbeitgeber nur drei Pflichtspiele absolviert hatte, wurde er mit der Mannschaft Playoffsieger der TFF 1. Lig und stieg damit in die Süper Lig auf. Nach diesem Erfolg löste er nach gegenseitigem Einvernehmen mit der Vereinsführung seinen Vertrag aus und wechselte zum Zweitligisten Mersin İdman Yurdu. Nachdem sich Kalkan auch bei Mersin nicht durchsetzen konnte, wechselte er zur Rückrunde zum Drittligisten Çankırıspor.
Für die Saison 2014/15 heuerte Kalkan beim Zweitligisten Elazığspor an. In der Sommertransferperiode 2017 wechselte er zum Drittligisten Kastamonuspor 1966.

### Nationalmannschaft
Murat Kalkan spielte zwölfmal für die türkischen U-18 und dreimal für die U-21 Jugendnationalmannschaft. 

## Erfolge
Mit Konyaspor
- Playoffsieger der TFF 1. Lig und Aufstieg in die Süper Lig: 2012/13